# Matra Alice
O microcomputador Alice, da Matra & Hachette, foi um computador doméstico comercializado na França a partir do início de 1983. Era um clone do MC-10, da empresa estadunidense Tandy Corporation, produzido em parceria com as francesas Matra e Hachette.
O Alice se distingue por seu gabinete vermelho, sem par no mercado. Funcionalmente, equivale ao MC-10, com a diferença de que possui um conector Péritel SCART substituindo o modulador de radiofreqüência para saída de vídeo.
Ao contrário de seu progenitor estadunidense, o Alice tornou-se popular na França, especialmente por sua presença nas escolas como parte do Programa Nacional "Informatique pour tous" ("Informática para Todos").
Posteriormente, a Matra lançou outros três modelos sucessivos:
- O Matra Alice 32
- O Matra Alice 90
- O Matra Alice 8000

## Especificações técnicas
- UCP: MC6803
- RAM: 4 KBytes on-board
- ROM: 8 KBytes (Microcolor BASIC pré-gravado)
- I/O Ports:
  - Interface serial RS-232C
  - Interface para gravador cassete
  - Saída de vídeo Péritel SCART
  - Interface de expansão
- Layout do teclado: AZERTY

Todas as demais especificações, ao que parece, são comparáveis às do MC-10 da Tandy.